# Úrvalsdeild kvenna 2015
La Úrvalsdeild kvenna 2015, indicata ufficialmente Pepsi deild kvenna 2015 per ragioni di sponsorizzazione, è stata la 44ª edizione della massima divisione del campionato islandese femminile di calcio.
Il campionato è stato vinto dal Breiðablik, per la sedicesima volta nella sua storia sportiva e a dieci anni dal suo ultimo titolo, totalizzando 50 punti, frutto di 16 vittorie e 2 sconfitte, e precedendo di 5 punti le campionesse in carica dello Stjarnan.

## Stagione

### Novità
Dalla Úrvalsdeild kvenna 2014 erano stati retrocessi il Fylkir e l'ÍA Akranes, mentre dalla 1. deild kvenna erano stati promossi il KR Reykjavík e il Þróttur, rispettivamente primo e secondo classificato.

### Formula
Le dieci squadre partecipanti si sono affrontate in un girone all'italiana con partite di andata e ritorno per un totale di 18 giornate. La prima classificata è campione d'Islanda ed è ammessa alla UEFA Women's Champions League 2016-2017. Le ultime due classificate sono retrocesse in 1. deild kvenna.

## Squadre partecipanti
| Club             | Città          | Stadio             | Stagione precedente         |
| ---------------- | -------------- | ------------------ | --------------------------- |
| Afturelding      | Mosfellsbær    | N1-völlurinn Varmá | 8º posto in Úrvalsdeild     |
| Breiðablik       | Kópavogur      | Kópavogsvöllur     | 2º posto in Úrvalsdeild     |
| Fylkir           | Reykjavík      | Fylkisvöllur       | 5º posto in Úrvalsdeild     |
| ÍBV Vestmannæyja | Vestmannaeyjar | Hásteinsvöllur     | 6º posto in Úrvalsdeild     |
| KR Reykjavík     | Reykjavík      | Alvogenvöllurinn   | 1º posto in 1. deild kvenna |
| Selfoss          | Selfoss        | Jáverk-völlurinn   | 4º posto in Úrvalsdeild     |
| Stjarnan         | Garðabær       | Samsung völlurinn  | Campione d'Islanda          |
| Þór/KA           | Akureyri       | Thórsvöllur        | 3º posto in Úrvalsdeild     |
| Þróttur          | Reykjavík      | Valbjarnarvöllur   | 2º posto in 1. deild kvenna |
| Valur            | Reykjavík      | Vodafonevöllurin   | 7º posto in Úrvalsdeild     |

## Classifica finale
Fonte: sito ufficiale.
|                    | Pos. | Squadra          | Pt | G  | V  | N | P  | GF | GS | DR  |
| ------------------ | ---- | ---------------- | -- | -- | -- | - | -- | -- | -- | --- |
| Islanda (bandiera) | 1.   | Breiðablik       | 50 | 18 | 16 | 2 | 0  | 51 | 4  | +47 |
|                    | 2.   | Stjarnan         | 45 | 18 | 15 | 3 | 3  | 50 | 9  | +41 |
|                    | 3.   | Selfoss          | 36 | 18 | 11 | 3 | 4  | 41 | 19 | +22 |
|                    | 4.   | Þór/KA           | 30 | 18 | 9  | 3 | 6  | 45 | 30 | +15 |
|                    | 5.   | ÍBV Vestmannæyja | 26 | 18 | 8  | 2 | 8  | 36 | 29 | +7  |
|                    | 6.   | Fylkir           | 25 | 18 | 8  | 1 | 9  | 33 | 35 | -2  |
|                    | 7.   | Valur            | 25 | 18 | 8  | 1 | 9  | 33 | 46 | -13 |
|                    | 8.   | KR Reykjavík     | 15 | 18 | 4  | 3 | 11 | 19 | 43 | -24 |
|                    | 9.   | Afturelding      | 7  | 18 | 2  | 1 | 15 | 11 | 55 | -44 |
|                    | 10.  | Þróttur          | 2  | 18 | 0  | 2 | 16 | 6  | 55 | -49 |

Legenda:
      Campione d'Islanda e ammesso in UEFA Women's Champions League 2016-2017.
      Retrocesso in 1. deild kvenna.
Note:
Tre punti a vittoria, uno a pareggio, zero a sconfitta.
A parità di punti:
- Squadre classificate con la differenza reti;
- Maggior numero di gol realizzati;
- Punti negli scontri diretti;
- Differenza reti negli scontri diretti;
- Maggior numero di gol realizzati in trasferta negli scontri diretti.

## Risultati

### Tabellone
|                  | Aft  | Bre  | Fyl  | ÍBV  | KR   | Sel  | Stj  | TKA  | Tór  | Val  |
| ---------------- | ---- | ---- | ---- | ---- | ---- | ---- | ---- | ---- | ---- | ---- |
| Afturelding      | –––– | 1-5  | 0-1  | 0-3  | 0-3  | 1-3  | 1-3  | 1-5  | 1-0  | 1-5  |
| Breiðablik       | 1-0  | –––– | 3-0  | 3-0  | 1-1  | 1-0  | 1-0  | 2-0  | 5-0  | 6-0  |
| Fylkir           | 4-0  | 0-4  | –––– | 1-4  | 1-3  | 2-0  | 0-4  | 1-4  | 6-0  | 5-1  |
| ÍBV Vestmannæyja | 5-1  | 0-4  | 3-2  | –––– | 6-0  | 0-2  | 0-1  | 3-1  | 1-0  | 1-1  |
| KR Reykjavík     | 1-2  | 0-3  | 1-3  | 2-1  | –––– | 1-7  | 0-1  | 2-4  | 0-0  | 0-5  |
| Selfoss          | 2-0  | 1-1  | 0-1  | 3-2  | 1-1  | –––– | 1-3  | 4-2  | 5-0  | 3-1  |
| Stjarnan         | 6-0  | 0-1  | 4-0  | 2-1  | 1-0  | 1-2  | –––– | 5-1  | 5-1  | 4-0  |
| Þór/KA           | 5-2  | 1-2  | 1-1  | 1-1  | 2-0  | 1-1  | 0-4  | –––– | 5-1  | 5-0  |
| Þróttur          | 0-0  | 0-2  | 0-4  | 2-3  | 2-3  | 0-3  | 0-2  | 0-3  | –––– | 0-2  |
| Valur            | 3-0  | 0-6  | 3-1  | 3-2  | 3-1  | 1-3  | 0-4  | 0-4  | 0-5  | –––– |

## Statistiche

### Classifica marcatrici
Statistiche tratte dal sito ufficiale ksi.is e soccerway.com
| Gol |  |  | Giocatore                     | Squadra    |
| --- |  |  | ----------------------------- | ---------- |
| 19  |  |  | Fanndís Friðriksdóttir        | Breiðablik |
| 15  |  |  | Harpa Þorsteinsdóttir         | Stjarnan   |
| 15  |  |  | Klara Lindberg                | Þór/KA     |
| 13  |  |  | Telma Hjaltalín Þrastardóttir | Breiðablik |
| 13  |  |  | Guðmunda Brynja Óladóttir     | Selfoss    |
| 13  |  |  | Sandra María Jessen           | Þór/KA     |